# 降旗節雄
降旗 節雄（ふりはた せつお、1930年6月4日 - 2009年1月28日）は、日本の経済学者。筑波大学名誉教授、帝京大学名誉教授。経済学博士（北海道大学・1966年3月）。従四位瑞宝小綬章。

## 略歴
長野県南安曇郡穂高町（現・安曇野市）出身。松本高等学校文科乙類1年次修了の後、学制改革により信州大学文理学部卒業。1960年、東京大学大学院社会科学研究科博士課程退学。その後、1961年、北海道大学助手、1962年同講師、1963年同助教授、1970年同教授、1974年筑波大学教授、1983年同社会学類長を経て、1984年に大島清に請われて帝京大学経済学部教授に就任。
帝京大学に移籍したのは、帝京大学で大学院経済学研究科博士課程を作る作業が進んでいたが、その際主要科目については大学院教員として適格な「マル合教員」を集めなければならなかった。ところが、経済原論の担当を予定していた鈴木鴻一郎が1983年に他界し、適任者がいなくなったことで降旗に白羽の矢が立ったということである。加えて、筑波大学では大学の方針で、管理分野と、研究・教育分野とに振り分けていくという方針であったため、学類長かつ長老格であった降旗はこの後、管理分野の職務を務め続けることが予想されていた。管理職は向いていないと感じた彼は、帝京大学では管理職に就く可能性はほとんどないということを知らされ、移籍を決意したのだという。2006年、帝京大学名誉教授。
日本の代表的なマルクス経済学者である宇野弘蔵に師事し、宇野学派の権威として知られる。宇野学派による経済学とは、原理論・段階論・現状分析という三つのレベルに分け、『資本論』を原理論、レーニンの『帝国主義論』を段階論に属する書物として位置づけ、マルクス経済学を独自に体系化したものである。降旗は、宇野弘蔵の直弟子であり、宇野の死後は鎌倉孝夫とともに「現代帝国主義論」を唱え、宇野左派として現在の宇野学派の中心人物とされた。また経済学者である傍ら、左派の論客としても著名で、日刊ゲンダイなどのマスメディアでは、独自の論理を展開した。
2009年1月28日、胆管がんのため死去。叙従四位、授瑞宝小綬章。享年78。

## レギュラー番組
- 市民経済講座 - ひがしむらやまエフエム、毎週木曜日・金曜日に複数回放送

## 著書
- 『資本体系の研究』（青木書店、1965年）
- 『科学とイデオロギー』（青木書店、1968年）
- 『歴史と主体性』（青木書店、1969年）
- 『帝国主義論の史的展開』（現代評論社、1972年）
- 『宇野理論の解明』（三一書房、1973年）
- 『マルクス経済学の理論構造』（筑摩書房、1974年）
- 『イギリス-神話と現実』（社会評論社、1978年11月）
- 『宇野理論の現段階1（経済学理原理論）』（社会評論社、1979年12月）
- 『宇野理論の現段階3（現代資本主義論）』（社会評論社、1983年4月）
- 『解体する宇野学派』（論創社、1983年4月）
- 『筑波大学"開かれた大学"の実態』（三一書房、1983年5月）
- 『宇野弘蔵の世界-マルクス理論の現代的再生』（有斐閣、1983年8月）
- 『日本経済の神話と現実』（御茶の水書房、1987年8月）
- 『日本経済・危険な話』（御茶の水書房、1988年9月）
- 『「昭和」マルクス理論・軌跡と弁証』（社会評論社、1989年6月）
- 『戦時下の抵抗と自立』（社会評論社、1989年12月）
- 『クリティーク経済学論争』（社会評論社、1990年5月）
- 『革命運動史の深層』（谷沢書房、1991年7月）
- 『裁かれる成田空港』（社会評論社、1991年12月）
- 『国際体制論』（文真堂、1992年5月）
- 『生きているマルクス』（文真堂、1993年12月）
- 『貧しい「経済大国」を撃つ』（BOC出版部、1994年8月）
- 『マルクス主義改造講座』（社会評論社、1995年3月）
- 宇野弘蔵『『資本論』と社会主義』解説（こぶし書房、1995年6月）
- 宇野弘蔵『価値論』解説（こぶし書房、1996年12月）
- 『世界経済の読み方』（御茶の水書房、1997年4月）
- 『現代資本主義』（現代書館、1997年4月）
- 『貨幣の謎を解く』（白順社（ゆうプロジェクト）、1997年12月）
- 『金融ビッグバンと崩壊する日本経済』（白順社（ゆうプロジェクト）、1998年3月）
- 『出口なき日本型不況』（全国労働組合交流センター、1994年11月）
- 『マルクス理論の再構築』（社会評論社、2000年3月）
- 『日本経済の構造と分析（最新版）』（社会評論社 2000年9月）
- 『左翼イデオロギー批判』（社会評論社、2004年4月）
- 『降旗節雄著作集全5巻』（社会評論社「第1巻・科学とイデオロギー」（2001年4月）「第2巻・宇野経済学の論理体系」（2002年10）「第3巻・帝国主義論の系譜と論理構造」（2003年7月）「第4巻・左翼イデオロギ－批判」（2004年4月）「第5巻・現代資本主義論の展開」（2005年2月）
- 『市場経済と共同体』（社会評論社、2006年6月）